# Tulleken

Tulleken (ook: Van Hoogenhouck Tulleken) is de naam van een Nederlands geslacht waarvan twee leden in 1847 en 1899 in de Nederlandse adel zijn verheven.

## Geschiedenis
De bewezen stamreeks van dit geslacht begint met Johan Tolleken die in 1429 met zijn vrouw Aleyd in een schepenakte wordt vermeld. Twee zonen van Rutger Tolliken (overleden 1559) vormen de stamvaders van de takken Tulleken en Van Hoogenhouck Tulleken.
De tak Tulleken levert vanaf 1703 bestuurders op, de tweede al vanaf 1579. De adellijke tak Tulleken (van adel sinds 1899) was sinds de 18e eeuw eigenaar van de heerlijkheid Rijswijk en is in 1998 in mannelijke lijn uitgestorven. De nog bloeiende tak Van Hoogenhouck Tulleken (van adel sinds 1847) leeft alleen nog voort in het buitenland.
In 2023 waren in een aflevering van de Britse serie Who Do You Think You Are? de tweelingbroers Xand en Chris Tulleken te zien, op zoek naar hun familiegeschiedenis waarbij ze bij de Hoge Raad van Adel ook het wapenregister met de afbeelding van hun familiewapen zagen.
Er bestaat ook een niet-adellijke tak. En er bestaat een tak Bischoff Tulleken van het geslacht Bischoff; deze laatste ontstond nadat Karel Christiaan Bischoff Tulleken (1832-1896) werd opgevoed door zijn kinderloze tante en oom, het echtpaar Oswald Tulleken (1792-1862) - Jacoba Agnita Johanna van Vlierden (1798-1855) en hij verkreeg in 1856 bij KB naamswijziging tot Bischoff Tulleken.

## Enkele telgen

### Tulleken
Dr. Oswald Tulleken (1673-1757), medisch doctor, schepen en burgemeester van Hattem
- Dirk Christiaan Tulleken (ca. 1697-1777), schepen en burgemeester van Elburg
  - Mr. Johan Burchard Tulleken, heer van Rijswijk (1724-1798), schepen en burgemeester van Elburg
    - Mr. Johan Burchard Derk Christiaan Didericus Tulleken (1798-1886)
      - Johan Burchard Adolph Tulleken, heer van Rijswijk (1828-1879)
        - Jhr. mr. Johan Burchard Diederik Tulleken, heer van Rijswijk (1860-1939), schoolopziener en in 1899 verheven in de adel
          - Jhr. Johan Burchard Adolf Tulleken, heer van Rijswijk (1887-1968), administrateur
            - Jkvr. Elsje Louise Eefje Tulleken, vrouwe van Rijswijk (1923-2013)

### Van Hoogenhouck Tulleken
Rutger Tulleken (ca. 1530-<1586), schepen, raad en burgemeester van Arnhem
- Daniël Tulleken (-1625), wijnkoper
  - Isaäk Tulleken ([1619]-1667)
    - Hendrik Tulleken (1652-1705), schepen en raad in de vroedschap van Middelburg
      - Ambrosius Tulleken (1686-1718), schepen en raad in de vroedschap van Middelburg
        - Mr. Ambrosius Tulleken (1728-1784), schepen en raad in de vroedschap van Middelburg; trouwde in 1749 met Susanna Margaretha van Hoogenhouck (1727-1791)
          - Jhr. Jan van Hoogenhouck Tulleken (1762-1851), schout-bij-nacht, verkreeg in 1822 naamswijziging en werd in 1847 verheven in de adel
            - Jhr. Jean Alexandre van Hoogenhouck Tulleken (1795-1879), landmeter en rijksontvanger
              - Jhr. Jan Gerard van Hoogenhouck Tulleken (1818-1890), officier, vestigde zich in de Kaapkolonie
                - Jhr. Philip Lodewijk van Hoogenhouck Tulleken (1869-1954); trouwde Susanna Johanna Elisabeth Bosman (1872-1945), schrijfster van een bekend kookboek[1]

              - Jhr. Rodolphe John van Hoogenhouck Tulleken (1846-1914), kolonel
                - Jhr. Jean Alexandre van Hoogenhouck Tulleken (1873-1940), koopman, bedrijfsdirecteur 
                  - Jhr. Rodolphe John van Hoogenhouck Tulleken (1907-1976), belastingambtenaar, vestigde zich in Canada na zijn huwelijk met een Canadese
                    - Jhr. Anthony John van Hoogenhouck Tulleken (1938), industrieel ontwerper, vestigde zich vanuit Canada in Londen
                      - Jhr. dr. Alexander Gerald (Xand) van Hoogenhouck Tulleken (1978), specialist tropische geneeskunde te Londen en televisiepresentator[2]
                      - Jhr. dr. Christoffer Rodolphe (Chris) van Hoogenhouck Tulleken (1978), specialist besmettelijke ziekten te Londen en televisiepresentator[3]
                      - Jhr. Jonathan Sirett van Hoogenhouck Tulleken (Jonathan van Tulleken), MA, MFA (1981), filmregisseur